# Remiel
Raamiel (hebreo רעמיאל Ra'mi'el (Dios es para mi, el que truena); griego Ραμιήλ Ramiel) es uno de los siete arcángeles listados en el Libro de Enoc 20:18, como el "encargado de los resucitados" (20:8).
En el Apocalipsis de Esdras (4:35-36) es él quien responde hasta cuándo deberán esperar los justos por su recompensa: "hasta que el número de los justos esté completo". Su nombre figura como Jeremiel o Yeremiel en la versión latina, Iyârumial en la etíope y Ramiel en la siríaca. Siguiendo esta referencia algunos lo han identificado también en Apocalipsis 6:10-11, respondiendo una pregunta similar.
En el Apocalipsis de Baruc (2 Baruc), de origen siríaco, desempeña un papel protagónico y es presentado como "el ángel que preside las visiones verdaderas" (55:3). En los capítulos 56 y 74 hace una interpretación mesiánica de la visión de Baruc de "las aguas negras y las aguas blancas", descifrando el sentido de la historia del pecado y la redención y manifestándose como el vencedor sobre Senaquerib (63:2-10), identificándose como el ángel de 2Cronicas 32:21-22, Isaias 37:36-38.

## Transliteraciones
Se ha generado confusión con el nombre, pues las transliteraciones sucesivas de nombres provenientes del Libro de Henoc, colocan en 6:7-8, a Ramiel o Râmîêl, entre los Vigilantes caídos. Podría tratarse de homónimos, aunque es más probable que se trate de parónimos, ya que en los fragmentos arameos del Libro de Henoc, encontrados en Qumrán, se leen como Ramt'el y Ra'ma'el. La similitud de nombres (paronimia) ha sido adoptada por algunas versiones, en lugar de homonimia; por ejemplo en la edición de R.H. Charles se lee Râmêêl y Râmîêl en 6:7, como nombres de Vigilantes caídos y Remiel como el nombre del árcángel en 20:8, mientras que F. Martin, opta por Aramiel y Ramiel para los Vigilantes caídos y Remiel para el arcángel. Paronimia u homonimia, pareciera que el autor busca mostrar la facilidad de confundir a unos con otros; por ejemplo un Vigilante caído es Sahari'el y un arcángel Sariel.

## Significado del nombre
Se ha propuesto frecuentemente como significado de Remiel, "trueno de Dios", de רעם, "tronar", aunque esta raíz también admite las variantes "estruendo" y "desconcierto de Dios". Otros leen "amor de Dios" o "misericordia de Dios", de רחם, "amar", "tener compasión, "conseguir misericordia", así como "amor fraternal entre quienes tienen un pacto", aunque esta raíz también permite la variante "vientre", "entrañas" o "matriz" y con doble sentido, "amante" o "concubina". Los parónimos y homónimos construidos con una de estas raíces, dan pie entonces a las confusiones, que llaman al lector del Libro de Henoc, esforzarse en distinguir entre los jefes de los Vigilantes caídos y los arcángeles.

## Influencia Cultural

### Remiel en series de televisión
- En el anime "Neon Genesis Evangelion" Remiel (o Ramiel, como se le conoce en la serie) es el quinto ángel que viene a atacar los cuarteles de NERV en Tokio-03. También aparece en el manga y en la película basada en el anime "Evangelion 1.0: You are (not) alone".
- En la serie de televisión Lucifer, aparece en la cuarta temporada. Es un ángel encargado de controlar el número de seres divinos existentes.
- En la serie "Supernatural" hace una aparición en su temporada número 12, lo interpretan como un antagonista menor en la temporada 12 de Supernatural. Era uno de los Príncipes del Infierno que había perdido interés en todo lo relacionado con el Infierno y Lucifer y optó por vivir una vida normal